# Lancia Augusta
O Lancia Augusta é um automóvel de passeio produzido pela fabricante italiana Lancia entre 1933 e 1936. Sua estreia ocorreu no Salão do Automóvel de Paris de 1932. O carro era equipado com um motor Lancia V4 de 1.196 cc.
Durante a década de 1920, a Lancia era conhecida por produzir carros esportivos e sedãs de médio porte: o menor Augusta representou um rompimento com essa tradição e contribuiu para um crescimento significativo nas vendas da Lancia durante a década de 1930. No entanto, em termos de volume de vendas, o Augusta foi superado pelo 508 Ballila, da Fiat, com preço muito mais agressivo.